# 贝旺
贝旺是奥地利蒂罗尔州罗伊特县的一个市镇。总面积42.7平方公里，总人口594人，人口密度13.9人/平方公里（2005年）。